# Illartein
Illartein település Franciaországban, Ariège megyében. Lakosainak száma 73 fő (2022. január 1.). Illartein Antras, Aucazein, Augirein, Buzan, Orgibet és Bonac-Irazein községekkel határos.

## Népesség
A település népességének változása:
| Lakosok száma | 67   | 46   | 54   | 70   | 78   | 74   | 73   | 73   | 73   | 73   |
|               | 1968 | 1982 | 1990 | 2006 | 2013 | 2015 | 2017 | 2019 | 2020 | 2022 |